# Santa María del Tule (kommun)
Santa María del Tule är en kommun i Mexiko.   Den ligger i delstaten Oaxaca, i den sydöstra delen av landet, 400 km sydost om huvudstaden Mexico City.
Följande samhällen finns i Santa María del Tule:
- Santa María del Tule
- Güendulain